# SDGs Music.Okayama
『SDGs Music.Okayama』（エスディージーズ・ミュージック・ドット・おかやま）は、RSK山陽放送（RSKラジオ）で、原則として毎月第1日曜日 16時25分から16時55分に生放送されている、音楽番組・教養番組。

## 概要
2030年の達成へ向けて取り組む「持続可能な開発目標」（SDGs）を広く若い世代にも関心を持ってもらおうということで、若者のポップカルチャーである音楽・映画・漫画・小説などのエンターテインメントを通して、そこから岡山県内で取り組む各団体の取り組みも交えてレポートする。

## パーソナリティー
- SDGsエヴァンジェリスタ - 早川治（教育ナビゲーター）
- SDGsリサーチャー - 田中愛（岡山在住のフリーアナウンサー、元RSKアナウンサー）